# Eurábia

Islão na Europa
<1%
1%-2% (Itália, Noruega, Grécia)
2%-3% (Dinamarca, Espanha, Eslovénia, Reino Unido)
3%-4% (Alemanha, Suécia, Sérvia)
4%-5% (Áustria, Suíça)
5%-10% (Países Baixos, França, Bélgica)
10%-20% (Rússia, Bulgária, Montenegro, Chipre)
20%-40% (Macedônia do Norte)
40%-60% (Bósnia e Herzegovina)
60%-80% (Albânia)
80%-95% (Kosovo)
>95% (Turquia)

Eurábia é um neologismo assentado na teoria que prevê uma Europa onde a cultura dominante não seria a ocidental, e sim a islâmica, tendo em vista a baixa taxa de natalidade do continente europeu e o aumento da imigração de população muçulmana, o que caracterizaria uma etapa de tal transição demográfica.
Segundo esta teoria, esta nova Europa teria começado a se desenhar após a crise do petróleo dos anos 1970, que teria obrigado os governantes europeus a fazer concessões aos países extratores árabes. Estas concessões incluiriam:
- Uma política exterior conciliada com os países árabes, em oposição aos Estados Unidos da América e Israel.[carece de fontes?]
- A entrada da Turquia na União Europeia.
- A abertura à imigração procedente dos países muçulmanos, principalmente da Turquia.
- O repúdio à menção das raízes cristãs da Europa na Constituição Europeia.
- A defesa da compatibilidade entre o Islã e a democracia.
- A idealização de certos períodos da história europeia, como Al-Andalus, enquanto se repudia a Reconquista ou a Colonização da América.[carece de fontes?]
- A adoção do relativismo cultural, com a aceitação da poligamia.[carece de fontes?]